# Nanaguna clopaea
Nanaguna clopaea är en fjärilsart som beskrevs av Turner 1902. Nanaguna clopaea ingår i släktet Nanaguna och familjen trågspinnare. Inga underarter finns listade i Catalogue of Life.